# Guy II de Ponthieu
Guy II de Ponthieu († 1147), est comte de Ponthieu de 1126 à 1147. Il est le fils de Guillaume Ier, comte de Ponthieu et seigneur d'Alençon, et d'Hélène de Bourgogne.

## Biographie
Son père lui donna le Ponthieu en 1126 pour mieux se consacrer à ses possessions normandes. Il fonda l'abbaye de Valloires en 1137, fit une donation à l'abbaye de Cluny en 1139, puis s'engagea avec son père dans la deuxième croisade en 1146. Il fut tué à Éphèse le 25 décembre 1147 et enterré dans une des églises de la ville, peut-être la basilique Saint-Jean.

## Descendance
De son mariage avec Ida, sont issus :
- Jean Ier († 1191), comte de Ponthieu ;
- Guy, seigneur de Noyelle, ancêtre de la maison de Maisnières ;
- Agnès, abbesse à Montreuil (Pas-de-Calais).

## Sources
- Guillaume de Ponthieu sur la Foundation for Medieval Genealogy.